# No Milk Today

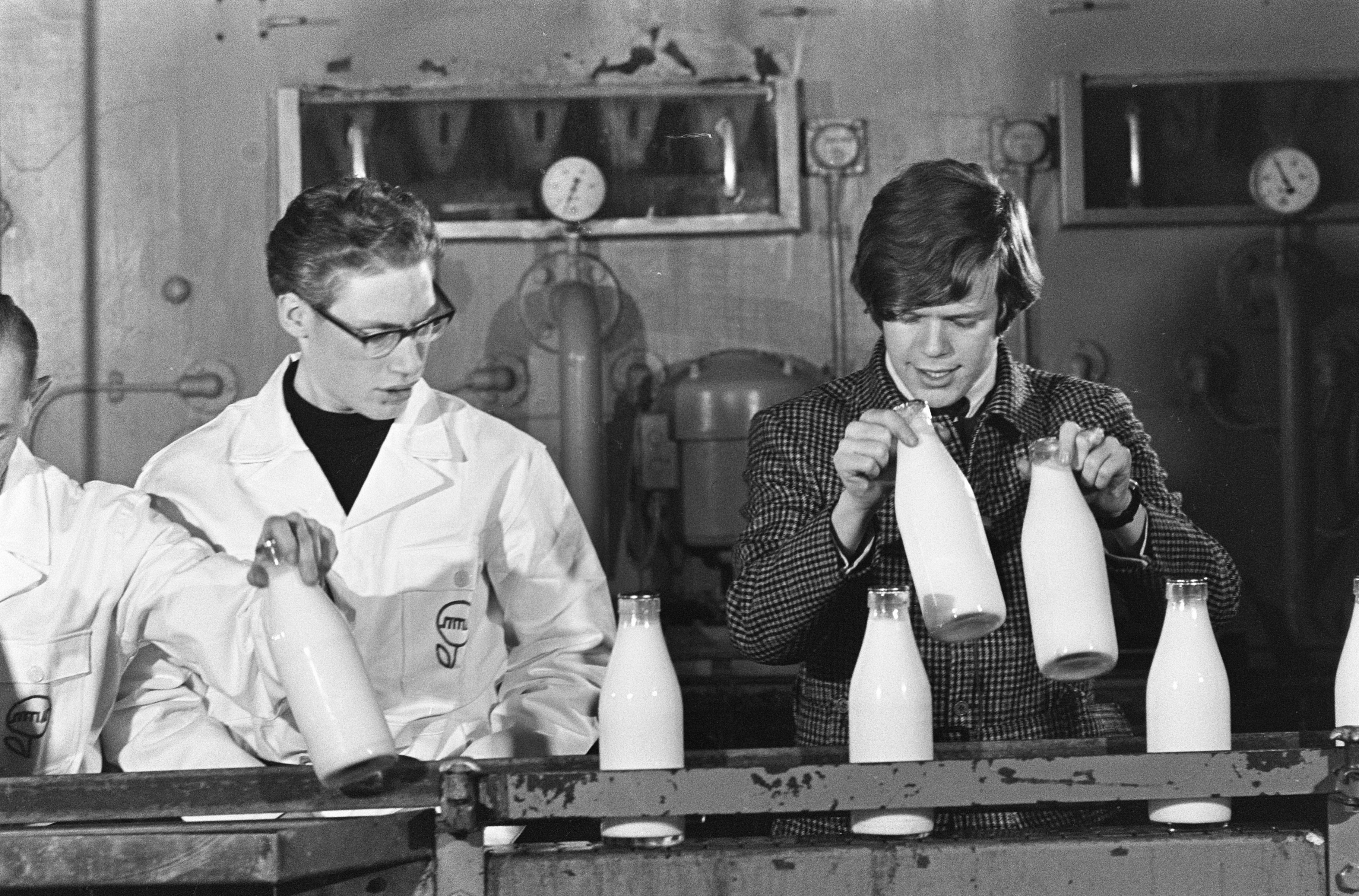
Herman’s Hermits 1966 beim Besuch einer Milchfabrik in den Niederlanden

No Milk Today ist ein Song aus dem Jahr 1966 von Herman’s Hermits, der von Graham Gouldman geschrieben wurde.

## Inhalt
Das Lied handelt von einer zerbrochenen Liebe. Der Titel No Milk Today (englisch für ‚Heute keine Milch‘) beruht darauf, dass damals Milchmänner täglich die frische Milch an die Haustür lieferten. Da durch den Auszug der Geliebten eine Person weniger im Haushalt lebt, benötigt die Hauptperson „heute keine Milch“.
Der Songwriter Graham Gouldman bekam die Idee zum Text, als er und sein Vater eines Tages einen Freund besuchten und bei diesem ein Schild mit dem Hinweis No Milk Today vor der Tür hing. Gouldmans Vater erklärte, dass es dafür sehr verschiedene Gründe geben könnte, und Gouldman entwickelte die Idee einer zerbrochenen Liebesbeziehung. Ursprünglich hatte er die Idee, dass The Hollies das Lied singen sollten. Schließlich nahmen Herman’s Hermits das Lied auf, die zuvor eher durch fröhlich-sonnige Lieder aufgefallen waren und somit mit diesem Lied einen Stilwechsel unternahmen.

## Charts und Chartplatzierungen
No Milk Today erreichte in Deutschland Rang zwei der Singlecharts und musste sich lediglich Dandy von The Kinks geschlagen geben. Die Single platzierte sich fünf Monate in den Charts, drei Monate davon in den Top 10. In Österreich erreichte die Single die Chartspitze und platzierte sich zwei Monate an ebendieser sowie zugleich vier Wochen in den Top 10 und der Hitparade. Im Vereinigten Königreich erreichte No Milk Today mit Rang sieben seine höchste Chartnotierung und platzierte sich drei Wochen in den Top 10 sowie elf Wochen in den Charts. In den US-amerikanischen Billboard 200 erreichte die Single in zehn Chartwochen mit Rang 35 ihre höchste Chartnotierung. Darüber hinaus erreichte No Milk Today die Chartspitze in Australien, den Niederlanden und in Norwegen.
Für Herman’s Hermits war es der 13. Charterfolg in den Vereinigten Staaten sowie der neunte im Vereinigten Königreich, der vierte in Deutschland und der erste in Österreich. Im Vereinigten Königreich erreichten sie zum fünften Mal die Top 10, in Deutschland zum ersten Mal. In Deutschland und Österreich konnte sich keine Single der Band besser oder länger in den Singlecharts platzieren. In Deutschland löste No Milk Today die Veröffentlichung Mrs. Brown You’ve Got a Lovely Daughter (Rang: 12, Verweildauer: 1½ Monate) als erfolgreichste Chartsingle ab.
| ChartsChartplatzierungen       | Höchstplatzierung | Wochen |
| ------------------------------ | ----------------- | ------ |
| Deutschland (GfK)              | 2 (20 Wo.)        | 20     |
| Österreich (Ö3)                | 1 (16 Wo.)        | 16     |
| Vereinigtes Königreich (OCC)   | 7 (11 Wo.)        | 11     |
| Vereinigte Staaten (Billboard) | 35 (10 Wo.)       | 10     |

## Coverversionen
Es gibt eine tschechische Coverversion "Né pětku né" von Josef Melen. 